# Comunele Franței
Comuna (în franceză commune) este o diviziune administrativă a Franței, fiind cel mai de jos nivel al decupajului teritorial francez. Corespunde în general cu teritoriul unui oraș sau al unui sat. Suprafața și populația unei comune pot varia în mod considerabil, comuna cea mai populată fiind Parisul cu peste 2 milioane de locuitori, la extrema opusă fiind câteva comune nelocuite.
La data de 1 ianuarie 2007, numărul total al comunelor era de 36.686 (din care 214 sunt situate în teritoriile franceze de peste mări) și acoperă totalitatea teritoriului sub suveranitate franceză (cu excepția colectivității Wallis și Futuna și a câtorva teritorii fără populație permanentă), ceea ce reprezintă aproximativ jumătate din numărul total al diviziunilor echivalente din țările Uniunii Europene.

## Rol și administrație
În ciuda diferențelor de suprafață și de populație, toate comunele franceze posedă aceeași structură administrativă și același competențe legale (cu excepția Parisului).
O comună este administrată de un Consiliu Municipal (franceză Conseil Municipal), al cărui membrii sunt aleși prin sufragiu universal pentru o perioadă de șase ani. Consiliul municipal alege primarul (franceză maire) - care are rolul de a aplica deciziile consiliului - și adjuncții săi - ce pot avea anumite roluri. Numărul de consilieri municipali este determinat de populația comunei, minimul fiind de 9 persoane. Ședințele consiliului sunt publice, dar doar membrii acestuia au drept de vot saud e a se exprima. Numărul total al consilierilor municipali, inclusiv primarii, este de aproximativ 500.000.
Comuna este o colectivitate teritorială ce posedă o personalitate morală de drept public, dispune de un buget, format în principal din taxe funciare sau profesionale (plătite de către comercianți sau întreprinzători). Rolul său este administrația locală, gestiunea infrastructurii, acordarea permiselor de construire, etc. Primarul, în calitate de reprezentant al statului în comună, are în subordine actele stării civile și are în subordine poliția municipală (cu excepția Parisului unde aceasta este în subordinea prefectului de poliție, aflat sub autoritatea guvernului).
Cele mai populate trei comune ale Franței, Paris, Lyon și Marseille, sunt subdivizate în arondismente municipale, dar acestea au competențe reduse.

## Istorie
Înainte de Revoluția Franceză cea mai de jos organizare administrativă a Regatului Franței era parohia, aproximativ 60.000, ceea ce era în esență biserica, și casele din jurul ei. Acestea nu aveau structuri municipale iar perotul era persoana care se ocupa de sarcinile de stare civilă restul activităților fiind decise de locuitori după bunul lor plac sau erau de către seniorul feudal. Orașele erau de obicei emancipate față de seniorul feudal, erau înconjurate de fortificații și aveau un fel de consiliu municipal dar care nu era deloc democratic și nici uniform.
În perioada revoluției, imediat după Căderea Bastiliei, Parisul a fost organizat sub forma uneo comune ce a format o gardă municipală pentru a prevenii înăbușirea revoluției de către regele Ludovic al XVI-lea. După exemplul Parisului, pe teritoriul întregii Franțe au apărut numeroase comune, fiecare posedând o gardă municipală. În data de 14 decembrie 1789, Asamblarea Națională, a adoptat o lege de creare a comunelor ca elementul de bază al diviziunii teritoriale a Franței, oferind astfel personalitate juridică comunelor deja create și înființând altele pentru a acoperii pintreg teritoriul. Conform principiilor egalitare ale revoluției, toate comunele au fost create cu statut egal, cu un primar și un consiliu municipal ales de către locuitori.
Acțiunea a antrenat un efort logistic imens, datorită necesității construirii pe teritoriul întregii Franțe a primariilor (franceză mairie). De asemenea au apărut anumite curente împotriva acestei organizări, fie impotriva unei fragmentări foarte mari de genul o comună pentru o parohie, fie din partea curentelor conservatoare. Datorită retragerii dreptului de ofițer al stării civile preoților și a instituirii cununiei civile, în foarte multe locuri mișcarea de opoziție a fost foarte puternică, ducând la un război civil. În cele din urmă, în urma intervenției lui Napoleon, sistemul a fost acceptat, însă a fost modificat, fiind eliminate alegerile pentru membrii consiliului, aceștia fiind numiți de prefect.
Actualmente, în general, principiile comunelor Ffranceze sunt cele formulate de către revoluția franceză. În 1831 s-a reinstaurat principiul alegerii consilierilor municipali iar din 1837 comunele au personalitate juridică. Diviziunea în comune este însă foarte rigidă, numărul total al acestora variind foarte puțin de la cele 41.000 comune existente inițial, 90% dintre aceste nesuferind nici o schimbare teritorială în ultimii 200 ani.

## Dezbaterea actuală
De peste 30 de ani există din ce în ce mai multe cereri de a realiza o restructurare a comunelor, în principal prin unirea acestora. Totuși, conservaționismul este destul de puternic și până acum nici o propunere de unire obligatorie nu a trecut de nivelul discuțiilor la nivelul de comitete ale Parlamentului Francez. În 1971 legea Mercellin a propus ajutoare financiare din partea statului pentru a convinge comunele să se unească, dar s-a dovedit a fi un eșec total, doar 1.300 comune au fost de acord să dispară și să se unească cu alte comune din cele 7000 preconizate.
Din punct de vedere al orașelor, situația actuală este dezavantajoasă deoarece acestea au limitele definite de încă acum 200 de ani, ele neincorporând toată zona urbană dezvoltată în jurul lor. De exemplu orașul Lyon, este o comună relativ mică, cu o populație de doar 465.300, ceea ce îl plasează în urma multor orașe europene, în ciuda faptului că zona sa urbană are o populație de 1,7 milioane locuitori și este una dintre cele mai importante metropole europene, la același nivel cu Munchen, a cărui populație este de 1.320.000 locuitori, și acoperă o suprafață de 6,5 ori mai mare decât acea a Lyonului (310 km² față de 48 km²).
Primarii orașelor franceze se plâng de foarte multe ori de faptul că importanța lor este subevaluată în cazul deplasărilor în străinătate, deoarece cei mai mulți dintre aceștia administrează doar o zonă mică din centrul zonei metropolitane. Astfel, Parisul, cu toate că este centrul uneia dintre cele mai importante aglomerări urbane la nivel mondial cu peste 10 milioane de locuitori, este un oraș de doar 2.145.000 locuitori, mai puțin decât populația orașului Roma (2.550.000 locuitori), dar a cărei zonă metropolitană este mult mai mică decât acea a Parisului.
La polul opus se află comunele rurale depopulate datorită exodului spre zonele urbane care au probleme de a menține o serie de servicii de bază cum ar fi alimentarea cu apă sau întreținerea drumurilor.
Unirile de comune însă sunt foarte dificil de realizat, unul dintre principalele impedimente fiind reducerea numărului de posturi pentru aleși, astfel că aleșii locali se împotrivesc puternic oricărei tentative de unire a comunelor. În plus nici locuitorii satelor mai mici nu sunt de acord, deoarece aceștia consideră că deplasarea autorității către o altă localitate va izola comunitatea deoarece aleșii nu se vor mai concentra suficient asupra problemelor lor.

## Statistici

### Numărul de comune
| la 1 ianuarie | în metropolă | în metropolă | în DOM-ROM | total  |
| ------------- | ------------ | ------------ | ---------- | ------ |
| 1999          | 36 565       | –            | 114        | 36 679 |
| 2000          | 36 566       | +1           | 114        | 36 680 |
| 2001          | 36 563       | -3           | 114        | 36 677 |
| 2002          | 36 565       | +2           | 114        | 36 679 |
| 2003          | 36 564       | -1           | 114        | 36 678 |
| 2004          | 36 568       | +4           | 114        | 36 682 |
| 2005          | 36 570       | +2           | 114        | 36 684 |
| 2006          | 36 571       | +1           | 114        | 36 685 |
| 2007          | 36 569       | -2           | 112        | 36 681 |
| 2008          | 36 569       | =            | 112        | 36 682 |
| 2009          | 36 570       | +1           | 114        | 36 682 |
| 2010          | 36 570       | =            | 114        | 36 682 |
| 2011          | 36 568       | -2           | 112        | 36 680 |
| 2012          | 36 571       | +3           | 129        | 36 700 |

La data de 1 ianuarie 2007, Franța era formată din 36.786 comune repartizate astfel:
- 36.572 în Franța metropolitană,
- 114 în departamentele de peste mări,
- 100 în colectivitățile de peste mări.

Numărul este net superior al celor din cele mai multe țări europene: Germania, cu o populație mai mare decât a Franței cu o treime, este formată din 12.321 comune (germană gemeinde), Spania și Italia sunt formate din aproximativ 8000 comune fiecare, România, cu o suprafață aproximativ de două ori mai mică, are doar 2961 comune și orașe iar în Regatul Unit nu există o diviziune de același nivel. Doar Elveția are o densitate a comunelor similară Franței. La nivelul celor 15 membrii ai Uniunii Europene de dinainte de 2004, Franța, cu o populație de 16% din populația uniunii, conținea aproximativ jumătate din cele 75.000 ale acesteia. De asemenea, Statele Unite, cu o suprafață de 14 ori mai mare și o populație de cinci ori mai mare conține doar 35.937 municipalități și orașe.
Actualmente, singurele teritorii franceze neorganizte în comune sunt :
- Wallis și Futuna, comunitate partajată în trei regate;
- Teritoriile australe și antarctice franceze ;
- Insulele împrăștiate din Oceanul Indian ;
- Insula Clipperton.

Lista următoare conține numărul de comune din fiecare departament sau comunitate de peste mări. În general, departamentele din nordul și estul Franței conțin mai multe comune decât cele din sud sau vest, iar departamentele de peste mări sunt mai puțin divizate în comune decât cele din Franța metropolitană. Parisul, împreună cu zona imediat adiacentă, conține mai puține comune în ciuda populației foarte puternice.
| - 894 - Pas-de-Calais - 816 - Aisne - 783 - Somme - 745 - Seine-Maritime - 730 - Moselle - 707 - Côte-d'Or - 705 - Calvados - 693 - Oise - 675 - Eure - 652 - Nord - 620 - Marne - 602 - Manche - 594 - Doubs - 594 - Meurthe-et-Moselle - 588 - Haute-Garonne - 573 - Saône-et-Loire - 557 - Dordogne - 547 - Pyrénées-Atlantiques - 545 - Jura - 545 - Haute-Saône - 542 - Gironde - 533 - Isère - 527 - Bas-Rhin - 515 - Vosges - 514 - Seine-et-Marne - 505 - Orne - 500 - Meuse - 474 - Hautes-Pyrénées - 472 - Charente-Maritime - 470 - Puy-de-Dôme - 463 - Ardennes - 463 - Gers - 454 - Yonne - 438 - Aude - 433 - Aube | - 432 - Haute-Marne - 419 - Ain - 404 - Charente - 403 - Eure-et-Loir - 377 - Haut-Rhin - 375 - Sarthe - 373 - Côtes-d'Armor - 369 - Drôme - 363 - Maine-et-Loire - 353 - Gard - 352 - Ille-et-Vilaine - 343 - Hérault - 340 - Lot - 339 - Ardèche - 334 - Loiret - 332 - Ariège - 331 - Landes - 327 - Loire - 324 - Tarn - 320 - Allier - 319 - Lot-et-Garonne - 312 - Nièvre - 307 - Deux-Sèvres - 305 - Savoie - 304 - Aveyron - 294 - Haute-Savoie - 293 - Rhône - 291 - Loir-et-Cher - 290 - Cher - 286 - Corrèze - 283 - Finistère - 282 - Vendée - 281 - Vienne - 277 - Indre-et-Loire - 262 - Yvelines | - 261 - Mayenne - 261 - Morbihan - 260 - Cantal - 260 - Creuse - 260 - Haute-Loire - 247 - Indre - 236 - Haute-Corse - 226 - Pyrénées-Orientales - 221 - Loire-Atlantique - 201 - Haute-Vienne - 200 - Alpes-de-Haute-Provence - 196 - Essonne - 195 - Tarn-et-Garonne - 185 - Lozère - 185 - Val-d'Oise - 177 - Hautes-Alpes - 163 - Alpes-Maritimes - 153 - Var - 151 - Vaucluse - 124 - Corse-du-Sud - 119 - Bouches-du-Rhône - 102 - Territoire de Belfort - 48 - Polinezia franceză - 47 - Val-de-Marne - 40 - Seine-Saint-Denis - 36 - Hauts-de-Seine - 34 - Guadelupa - 34 - Martinica - 33 - Noua Caledonie - 24 - Réunion - 22 - Guiana Franceză - 17 - Mayotte - 2 - Saint Pierre și Miquelon - 1 - Paris |

### Populație
Conform recensământului din 1999, populația medie a unei comune era de 1.542 locuitori. În Franța metropolitană, 31.927 comune aveau mai puțin de 2.000 locuitori (pentru un total de 25,3% din populația totală), 3.764 aveau între 2.000 și 10.000 locuitori (25,5%), 762 aveau între 10.000 și 50.000 locuitori (25,3%), 102 aveau între 50.000 și 200.000 locuitori (14,4%) iar 11 aveau mai mult de 200.000 locuitori (8,9%). În plus, peste 10.000 comune aveau mai puțin de 200 locuitori.
Cea mai populată comună din Franța metropolitană era Parisul (2.125.246 locuitori), cea mai dens populată era Le Pré-Saint-Gervais (din departamentul Seine-Saint-Denis, 23.396 loc./km²) iar comuna urbană (zonă cu peste 2000 locuitori, unde nici o clădire nu este la mai mult de 200 m de alta) cu densitatea cea mai mică era Arles (departamentul Bouches-du-Rhône, 67 loc./km²).
Șase comune distruse complet în timpul Bătăliei de la Verdun în 1916 nu au fost niciodată reconstruite și nu au nici un locuitor: Beaumont-en-Verdunois, Bezonvaux, Cumières-le-Mort-Homme, Fleury-devant-Douaumont, Haumont-près-Samogneux și Louvemont-Côte-du-Poivre. Sunt calificate drept comune moarte pentru Franța (franceză communes mortes pour la France) și fiecare este administrată dintr-un consiliu municipal format din trei membrii, numiți de prefectul departamentului Meuse. În afară de acestea, comuna Rochefourchat ( din departamentul Drôme) are un singur locuitor, iar comunele Leménil-Mitry (din Meurthe-et-Moselle) și Rouvroy-Ripont (din Marne) au doi locuitori, dar sunt totuși conduse de un consiliu municipal de 9 membrii.
Tabelul următor indică comunele franceze cu mai mult de 200.000 locuitori:
|    | Comună      | Populație (1999) |
| -- | ----------- | ---------------- |
| 1  | Paris       | 2 125 246        |
| 2  | Marsilia    | 789 430          |
| 3  | Lyon        | 445 452          |
| 4  | Toulouse    | 390 350          |
| 5  | Nisa        | 342 738          |
| 6  | Nantes      | 270 251          |
| 7  | Strasbourg  | 264 115          |
| 8  | Montpellier | 225 392          |
| 9  | Bordeaux    | 215 363          |
| 10 | Lille       | 212 597          |
| 11 | Rennes      | 206 229          |

### Suprafață
Teritoriile comunale sunt delimitate de cadastru (franceză cadastre). Suprafața medie a comunelor Franței metropolitane este de doar 10,73 km², din care mai mult de 15.000 comune au suprafața între 2,5 și 10 km². În departamentele de peste mări comunele sunt în general mai mari decât cele franceze și regrupează mai multe sate relativ distante. Cea mai întinsă comună este Maripasoula din Guiana Franceză, cu o suprafață de 18.360 km² și o populație de doar 3.710 locuitori. Pe teritoriul metropolitan, Arles cu o suprafață de 758,93 km², este cea mai întinsă comună. Cea mai mică comună, ca suprafață, este Castelmoron-d'Albret din departamentul Gironde, cu doar 62 locuitori și 0,0376 km².

### Nume

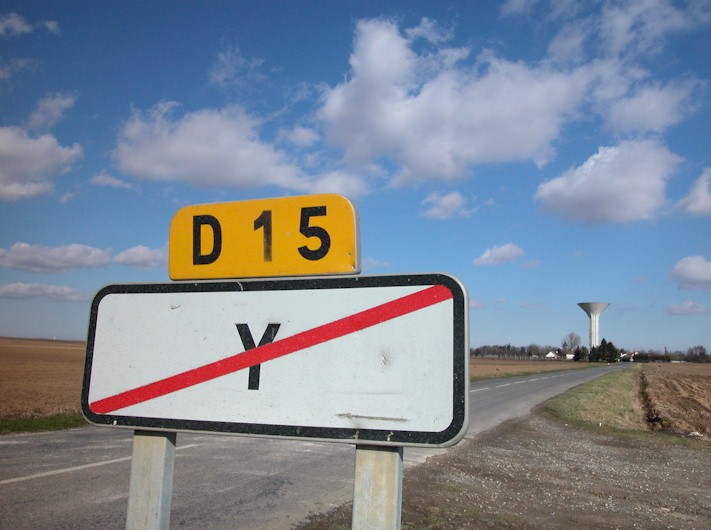
Panou indicând ieşirea din comuna Y

- Comuna franceză cu cel mai lung nume este Saint-Remy-en-Bouzemont-Saint-Genest-et-Isson ( din departamentul Marne, 592 locuitori, 45 caractere din care 38 litere).
- Invers, comuna cu cel mai scurt nume este Y, din departamentul Somme, 89 locuitori). Alte 15 comune au un nume format din 2 litere(Ay, Bû, By, Eu, Fa, Gy, Oô, Oz, Py, Ri, Ry, Sy, Ur, Us și Uz).
- 3.927 comune (10,7% din total) încep cu „Saint” (franceză pentru Sfânt). Sfântul cel mai des întâlnit este Saint-Martin (222 comune), urmat de Saint-Jean (170 comune) și de Saint-Pierre (155 comune). Alte 471 comune conțin termenul „Saint” în interiorul numelui.
- Numele comunelor sunt de obicei de origine franceză sau au fost franțuzite, de exemplu Toulouse provine din Tolosa în limba occitană, Strasbourg provine din Straßburg în limba germană sau Perpignan provine din Perpinyà în limba catalană. Unele comune însă păstrează numele de origine: 
  - Germană: Mittelhausbergen (Bas-Rhin, 1.680 locuitori)
  - Bască: Ustaritz (Pyrénées-Atlantiques, 4.984 locuitori)
  - Bretonă: Kermoroc'h (Côtes-d'Armor, 324 locuitori)
  - Catalană: Banyuls-dels-Aspres (Pyrénées-Orientales, 1.007 locuitori)
  - Comoriană: M'tsangamouji (Mayotte, 5.382 locuitori)
  - Corsicană: San-Gavino-di-Carbini (Corse-du-Sud, 738 locuitori)
  - Flamandă: Steenvoorde (Nord, 4.024 locuitori)
  - Limbi amerindiene: Kourou (Guiana Franceză, 19.107 locuitori)
  - Limbi austroneziene: Kouaoua (Noua Caledonie, 1.524 locuitori)
  - Limbi polineziene: Hitiaa O Te Ra (Polinezia Franceză, 8 286 locuitori)
  - Occitană: Belcastel (Aveyron, 251 locuitori)